# بادي وينتورث
بادي وينتورث هو سياسي ناميبي، ولد في 17 يناير 1937، وتوفي في 4 يونيو 2014 في ويندهوك في ناميبيا بسبب مرض. نشط حزبياً في سوابو. وقد انتخب عضو الجمعية الوطنية الناميبية ‏.